# Hemiphractus bubalus
La rana arborícola cornuda de Ecuador es una especie de anfibio de la familia Hemiphractidae. Se encuentra en la parte superior de la cuenca del Amazonas y en la parte baja de las laderas y el piedemonte amazónico de los Andes en el norte del Perú, Ecuador y el sur de Colombia (Cordillera Oriental, en los departamentos de Caquetá y Putumayo).

## Hábitat
Su hábitat natural es el bosque nuboso denso. Por lo general, se encuentra posada en ramas de arbustos y pequeños árboles. Se supone que es un depredador de otras especies de ranas. Es sensible a la modificación del hábitat y está amenazada por la pérdida de hábitat.

## Descripción
Presenta una probóscide carnosa en el extremo del hocico y tubérculos carnosos en los párpados; cráneo cubierto de casquetes con prominentes procesos occipitales laterales que se proyectan hacia atrás, dando un aspecto pentagonal a la cabeza; dientes maxilares y premaxilares similares a colmillos. Piel predominantemente de color castaño rufo a anaranjado; el cuello es blancuzco y el centro del vientre con rayas oscuras y matices verdosos. Los machos alcanza una longitud rostro-cloacal de 44 mm y las hembras hasta 58 mm. Se reproduce por desarrollo directo y sus huevos son transportados en una bolsa del dorso de la hembra.